# Cisticola nana
El cistícola enano (Cisticola nana) es una especie de ave paseriforme de la familia Cisticolidae propia de África oriental.

## Distribución y hábitat
Se encuentra en Etiopía, Kenia, el oeste de Somalia, Sudán del Sur, el norte de Uganda y el noreste de Tanzania.
Su hábitat natural son las sabanas secas, los herbazales tropicales secos y las zonas de matorral seco.